# Corylopsis
Genre
Classification APG III (2009)

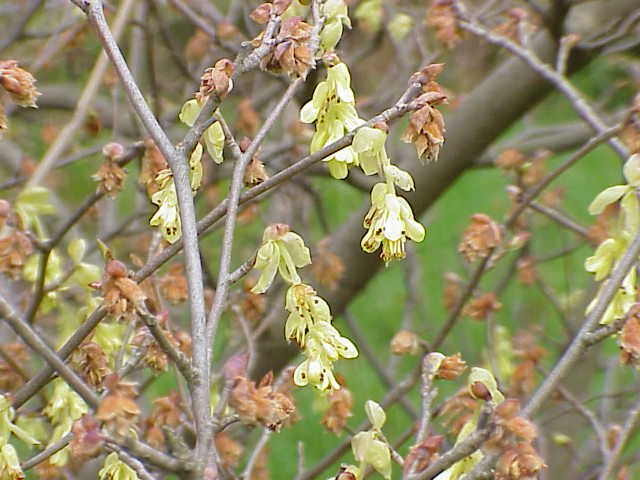
Corylopsis spicata en fleur

Le genre Corylopsis (Winter-hazel en anglais) regroupe près de 30 espèces de plantes buissonnantes, de la famille des Hamamelidaceae, natives de l'Est de l'Asie, et souvent endémiques de Chine avec aussi quelques endémiques au Japon, en Corée, et dans l'Himalaya.

## Description
Ils atteignent deux à six mètres de haut.

Feuilles de 4-20 cm long et 3-15 cm large.

Les fleurs apparaissent en fin d'hiver, en grappes de 3 à 9 cm de long avec 5 à 30 fleurs par grappe, chaque fleur, jaune à 5 pétales mesure 4 à 9 mm. Le fruit mesure de 10 à 12 mm long, contenant deux graines.

## Espèces deCorylopsis
Selon [réf. nécessaire] :
- Corylopsis alnifolia
- Corylopsis brevistyla
- Corylopsis glabrescens (Japon, Corée)
- Corylopsis glandulifera
- Corylopsis glaucescens
- Corylopsis griffithii (Himalaya)
- Corylopsis henryi
- Corylopsis himalayana (Himalaya)
- Corylopsis microcarpa
- Corylopsis multiflora
- Corylopsis obovata
- Corylopsis omeiensis
- Corylopsis pauciflora (Japon, Taiwan)
- Corylopsis platypetala
- Corylopsis rotundifolia
- Corylopsis sinensis
- Corylopsis spicata (Japon)
- Corylopsis stelligera
- Corylopsis trabeculosa
- Corylopsis veitchiana
- Corylopsis velutina
- Corylopsis willmottiae
- Corylopsis yui
- Corylopsis yunnanensis

Selon NCBI (3 Sep 2010) :
- Corylopsis coreana
- Corylopsis glabrescens
  - Corylopsis glabrescens f. gotoana
- Corylopsis glandulifera
- Corylopsis hypoglauca
- Corylopsis multiflora
- Corylopsis omeiensis
- Corylopsis pauciflora
- Corylopsis platypetala
- Corylopsis sinensis
- Corylopsis spicata
- Corylopsis stenopetala
- Corylopsis veitchiana
- Corylopsis willmottiae
- Corylopsis yunnanensis

### Cultures et usages
Ils ont été diffusés par des pépiniéristes pour l'ornementation des jardins, en raison de leur floraison précoce.
Les lourdes neiges et les gelées tardives peuvent les endommager.
à l'ombre ou demi-ombre, protégé des vents forts.
Ce sont des plantes de milieux acides, mais qui apprécient un humus riche.
On en fait aussi des bonsais, notamment deC. pauciflora.